# Paul Nogier
 (août 2017).
Si vous disposez d'ouvrages ou d'articles de référence ou si vous connaissez des sites web de qualité traitant du thème abordé ici, merci de compléter l'article en donnant les références utiles à sa vérifiabilité et en les liant à la section « Notes et références ».
Paul Nogier, né le 3 juillet 1908 à Lyon et mort le 15 mai 1996 dans la même ville, est un médecin français homéopathe et acupuncteur, connu pour avoir développé l'auriculothérapie.

## Biographie
Paul Nogier est né à Lyon en 1908. Il est le fils de Thomas Nogier, professeur de physique médicale à la faculté de médecine de Lyon. Il étudie la physique pendant trois ans avant de s'intéresser à la médecine, l'homéopathie, l'acupuncture et les manipulations vertébrales.
Après la visite de quelques patients qui étaient passés chez une guérisseuse du nom de Mme Barrin, Paul Nogier, s'intéresse à la méthode de celle-ci, ce qui donnera naissance en 1951 à l'auriculothérapie (pseudo-science toujours non reconnue à ce jour). En 1956 il dessine sa première carte de localisation des points réflexes.
Pendant quinze ans, le docteur Nogier poursuit ses recherches. En 1966, à la suite d'observations cliniques, il formalise le RAC (Réflexe Auriculo Cardiaque), renommé ensuite VAS par le Professeur Pierre Magnin pour Vascular Autonomic Signal.
C'est la naissance de ce qui sera appelé Auriculomédecine, terme inapproprié et qui tend à disparaitre.
Paul Nogier crée en 1965 le Groupe Lyonnais d'Études Médicales (GLEM), qui existe toujours et continue d'enseigner sa méthode.
Les résultats de ses travaux cliniques sont toujours enseignés en France (DIU d'auriculothérapie) et utilisés en Europe, aux États-Unis et en Chine où est née l’acupuncture.
En mai 1996, il décède à Lyon.

## Publications
- TRAITE D'AURICULOTHERAPIE, Paul Nogier, 1 avril 1969
- POINTS REFLEXES AURICULAIRES, Paul Nogier, 1 juillet 1987
- COMPLEMENTS DES POINTS REFLEXES AURICULAIRES, Paul Nogier, 1 février 1989
- De l'auriculothérapie à l'auriculomédecine, Paul Nogier, 1989,  (ISBN 978-2-7160-0086-4)
- L'homme dans l'oreille, Paul Nogier et Raphaël Nogier, 1998,  (ISBN 978-2-7160-0074-1),
- Introduction pratique à l'auriculothérapie, Paul Nogier, 2000,  (ISBN 978-2-7160-0055-0)
- CORRESPONDANCE FREQUENTIELLES DES POINTS DE COMMANDE D'ACUPUNCTURE DES MERIDIENS, Paul Nogier, 6 avril 2005,  (ISBN 978-2-84023-414-2)